# Johannes Gutenberg
Johannes Gensfleisch zur Laden zum Gutenberg, nemški kovač, zlatar, tiskar, založnik in izumitelj, * okoli 1400, Mainz, Nemčija, † 3. februar 1468.
Johannes Gutenberg je z iznajdbo tiska s premičnimi kovinskimi črkami uvedel tiskanje v Evropo. Njegova uvedba mehanskega, gibljivega in tipografskega tiskanja v Evropo je začela revolucijo tiskanja in se šteje za mejnik drugega tisočletja, ki začenja sodobno obdobje človeške zgodovine. Leta 1999 so ga na televiziji A&E Network uvrstili na prvo mesto na svojem seznamu 1000 najpomembnejših ljudi tisočletja. Leta 1997 je revija Time-Life njegov izum proglasila za najpomembnejšega v drugem tisočletju. Enako so storili štirje ugledni ameriški novinarji v svojem delu leta 1998. Tudi v Katoliški enciklopediji so njegovemu izumu pripisali praktično neprimerljiv kulturni vpliv v krščanski dobi. Iznajdba je igrala ključno vlogo pri razvoju renesanse, reformacije, razsvetljenstva in znanstvene revolucije ter postavila materialno osnovo za sodobno gospodarstvo, ki temelji na znanju, in širjenje znanja med množice.
Gutenberg je bil leta 1439 prvi Evropejec, ki je uporabljal gibljiv tip. Med njegove številne prispevke k tiskanju sodijo izum procesa za množično izdelavo gibljivih tipov, uporaba črnila za tiskanje knjig, nastavljivi kalupi, mehansko premični tip in uporaba lesene tiskarske stiskalnice, podobne stiskalnicam za grozdje tega obdobja. Izpopolnil je črnilo, zlitine za črke, šablono za natančnejše vstavljanje črk. Njegov resnični epohalni izum je povezava teh elementov v praktičen sistem, ki je omogočil množično proizvodnjo tiskanih knjig in je bil ekonomičen tako za tiskarje, kot tudi bralce. Tradicionalno se šteje, da je Gutenbergova metoda vključevala kovinsko zlitino in ročni kalup za vlivanje. Zlitina je bila mešanica svinca, kositra in antimona, ki se je topila pri relativno nizki temperaturi za hitrejše in bolj ekonomično litje, dobro se je odtaljevala in ustvarila trajno zlitino.
V renesančni Evropi je prihod mehanskega gibljivega tipa tiskanja uvedel dobo množične komunikacije, ki je trajno spremenila strukturo družbe. Sorazmerno neomejeno kroženje informacij (vključno z revolucionarnimi zamislimi) je preseglo meje, doseglo množice v času reformacije in ogrozilo moč političnih in verskih oblasti. Močno povečanje pismenosti je prekinilo monopol pismene elite nad izobraževanjem in učenjem ter okrepilo nastajajoči srednji razred. Naraščajoča kulturna zavest ljudi po vsej Evropi je privedla do porasta nacionalizma, ki je pospešil cvetenje evropskih jezikov v škodo latinščine kot linguae francae. V 19. stoletju je zamenjava ročne Gutenbergove stiskalnice z rotacijskimi na paro omogočila tiskanje v industrijskem obsegu. Zahodni način tiskanja je bil sprejet po vsem svetu in je postal praktično edini način za sodobno tiskanje.
Uporaba gibljivega tipa je bila izrazita izboljšava na pran ročnemu pisanju, ki je bila obstoječa metoda knjižne produkcije v Evropi, in tiskanja na les. Prišlo je do revolucije evropske književnosti. Gutenbergova tehnologija tiskanja se je hitro širila po vsej Evropi in kasneje po svetu. Njegovo glavno delo je Gutenbergova Biblija, znana tudi kot 42-vrstična Biblija. Priznana ji je bila visoka estetska in tehnična kakovost.

## Zgodnje življenje
Gutenberg se je rodil v nemškem mestu Mainz kot najmlajši sin trgovca iz višjega razreda Frieleja Gensfleischa zur Ladna in njegove druge žene Else Wyrich, ki je bila hčerka prodajalca. Predpostavlja se, da je bil krščen blizu rojstne hiše v cerkvi svetega Krištofa. Po nekaterih poročilih naj bi bil oče Friele zlatar škofa v Mainzu, vendar je bolj verjetno, da je bil trgovec z oblačili. Gutenbergovo leto rojstva ni natančno znano, rodil naj bi se med letoma 1394 in 1404. V devetdesetih letih 19. stoletja je mesto Mainz za uradni in simbolični datum rojstva razglasilo 24. junij 1400.
John Lienhard, ki se ukvarja z zgodovino tehnologije, je zapisal, da je večina Gutenbergovega zgodnjega življenja zavita v skrivnost, bi pa se naj med odraščanjem spoznal s trgovino z zlatom. To izjavo je podprl tudi zgodovinar Heinrich Wallau, ki je dodal, da so v 14. in 15. stoletju njegovi predniki pridobili precejšnje spretnosti dela s kovino, kar so prenašali iz roda v rod. V tistem času je to igralo zelo pomembno vlogo, saj so iz nje izdelovali kovance, lahko pa je prišlo tudi do ponarejanja.
Wallau dodaja, da je priimek dobil po hiši, iz katere so izhajali predniki po očetovi strani - zu Laden zu Gutenberg. Rodbina Gänsfleischov je bila ena od patricijskih družin v mestu, ki je imela korenine v 13. stoletju. Patriciji (bogata in politična elita) v Mainzu so se pogosto imenovali po hišah, ki so jih imeli v lasti. Okoli leta 1427 je dokumentirana prva uporaba priimka zu Gutenberg po družinski hiši v Mainzu.
Leta 1411 je v Mainzu prišlo do vstaje proti patricijem in več kot sto družin se je bilo prisiljeno odseliti. Zdi se, da so se Gutenbergovi preselili v Eltville na Renu (Alta Villa), kjer je njegova mama imela nekaj dediščine. Zgodovinar Wallau meni: »Vse, kar je znano o Gutenbergovi mladosti, je, da leta 1430 ni bil v Mainzu. Predvideva se, da se je iz političnih razlogov preselil v Strasbourg, kjer je družina verjetno imela poznanstva.« Predpostavlja se, da je študiral na Univerzi v Erfurtu, saj je tam ohranjen  zapis o študentu Johannesu de Altavilli iz leta 1418. Altavilla je namreč latinska oblika imena kraja Eltville na Renu.
O naslednjih petnajstih letih Gutenbergovega življenja ni znano ničesar, se pa je ohranilo njegovo pismo iz marca 1434, v katerem navaja, da živi v Strasbourgu, kjer ima po materini strani nekaj sorodnikov. Zdi se, da je kot zlatar postal tudi član milice v Strasbourgu. Obstajajo dokazi iz leta 1437, da je nekega bogatega trgovca poučeval o poliranju draguljev. Kje je pridobil to znanje, ni znano. V letih 1436 in 1437 se je njegovo ime pojavilo v zapisih s sodišča zaradi prelomljene obljube o poroki z žensko iz Strasbourga po imenu Ennelina. Ali sta se kdaj dejansko poročila, ni znano. Po očetovi smrti leta 1419 je omenjen v zapisih o dednih postopkih.

## Iznajdba tiska
Okoli leta 1439 je bil Gutenberg vpleten v finančni škandal, ko je romarjem v Aachnu prodajal polirana kovinska ogledala, ki bi naj zajela sveto svetlobo z verskih relikvij. Za leto 1439 je mesto načrtovalo razstavo zbirke relikvij cesarja Karla Velikega, vendar je bil dogodek zaradi hudih poplav najprej za eno leto preložen, nato pa odpovedan zaradi pomanjkanja finančnih sredstev. Pri vprašanju, kako vseeno zadovoljiti vlagatelje, je Gutenberg obljubil, da bo delil svojo skrivnost. Začelo se je govoriti, da naj bi bila ta skrivnost povezana s tiskanje z gibljivim tipom. Prav tako okoli leta 1439-1440 je tudi Nizozemec Laurens Janszoon Coster dobil idejo za tisk. Legenda pravi, da je ''ideja prišla k njemu kot žarek svetlobe.''
Vsaj do leta 1444 je Gutenberg zagotovo živel v Strasbourgu, najverjetneje v župniji St. Arbogast. Leta 1440 je v Strasbourgu oznanil, da je izpopolnil svojo idejo tiskanja na podlagi raziskave, skrivnostno naslovljene Aventur und Kunst (Podjetje in umetnost). Ni popolnoma jasno, kakšno delo je opravljal in ali so tam potekali njegovi zgodnji poskusi tiskanja z gibljivim tipom. Zatem se je za 4 leta za njim izgubila vsaka sled. Leta 1448 se je vrnil v Mainz, kjer si je od svaka Arnolda Gelthusa izposodil denar, ki ga je najverjetneje porabil za tiskarsko in drugo opremo. Do takrat se je najverjetneje ukvarjal s tehniko intaglio tiska. Nekateri raziskovalci trdijo, da je delal na bakrovih gravurah z umetnikom, znanim pod imenom Master of Playing Cards.

Vse, kar so mi napisali o tem čudovitem človeku, ki so ga videli v Frankfurtu, drži. Nisem videl kompletnih Biblij, ampak le številne posamezne različne biblijske knjige. Izdelek je bil zelo lep in čitljiv, sploh mu ni bilo težko slediti – Vaša milost bi ga lahko prebrala brez napora in zares brez očal.

Bodoči papež Pij II. v pismu kardinalu Juanu Carvajalu marca 1455.
Do leta 1450 je tiskarna delovala in tiskala nemško poezijo, verjetno prva dela, ki so bila tam natisnjena. Gutenberg je prepričal bogatega posojevalca denarja Johanna Fusta, da mu je posodil 800 goldinarjev. Pridružil se mu je tudi Fustov zet Peter Schöffer, ki je delal kot pisar v Parizu, zato je najverjetneje prav on zasnoval nekaj prvih črk za tiskanje.
Gutenbergova delavnica je stala na kmetiji Humbrecht, ki je pripadala njegovemu daljnemu sorodniku. Ni povsem jasno, kdaj je Gutenberg zasnoval projekt tiskanja Biblije, vendar je znano, da si je zato od Fusta sposodil še 800 goldinarjev, z delom pa začel leta 1452. Hkrati je tiskal tudi druga, zanj donosnejša besedila (verjetno latinske slovnice). Obstajajo špekulacije, da je imel dva tiskalnika, enega za Biblijo in enega za vse ostalo. Ena bolj dobičkonosnih stvari je bila tiskanje tisoče naročil za Cerkev med letoma 1454 in 1455.
Leta 1455 je Gutenberg zaključil svojo 42-vrstično Biblijo, znano kot Gutenbergova Biblija. Natisnjenih je bilo 180 izvodov, večina na papirju, nekaj pa na pergamentu.

### Sojenje
Okoli leta 1456 je prišlo do spora med Gutenbergom in Fustom, ki je zahteval nazaj svoj denar. Gutenberga je obtožil zlorabe sredstev. Skupno mu je dal 1600 goldinarjev s 6 % obrestmi, zato je skupni dolg narasel na 2026 goldinarjev.. Fust se je obrnil na nadškofovsko sodišče. Pravni dokument iz novembra 1455 navaja, da sta imela z Gutenbergom sklenjeno partnerstvo za projekt tiskanja knjig, Gutenberg pa naj bi ta sredstva po Fustovih besedah uporabil za druge namene. Sodišče je odločilo v Fustovo korist in mu dodelilo nadzor nad tiskanjem Biblije ter polovico vseh natisnjenih izvodov.
Gutenberg je na ta način bankrotiral, vendar se zdi, da je obdržal (ali pa na novo odprl) manjšo tiskarno in sodeloval pri tiskanju Biblije v Bambergu okoli leta 1459. Ker te tiskane knjige nikjer ne nosijo zapisanega njegovega imena ali datuma, je njegova vloga pri njih predmet razprav raziskovalcev. Obstaja tudi možnost, da je bilo 300 izvodov Velikega katoliškega slovarja, ki obsega 754 strani, natisnjenih v njegovi delavnici v Mainzu leta 1460.
Medtem je prodajalna Fust-Schöffer kot prva v Evropi izdala knjigo z zapisanim imenom tiskarja in datumom natisa. Šlo je za Mainzski psalter avgusta 1457. S ponosom so predstavljali mehanski postopek, s katerim so bile knjige natisnjene, pri tem pa Gutenberga niso omenili.

### Poznejše življenje
Leta 1462 je po uničujočem spopadu za nadzor nad škofijskim fevdom v Mainzu oblast prevzel nadškof Adolph von Nassau, ki je Gutenberga izgnal. Ta je v tem času že ostarel in se je preselil v Eltville, kjer je domnevno odprl in nadzoroval novo tiskarno, ki je pripadala bratom Bechtermünze. Januarja 1465 so Gutenbergove dosežke opazile in priznale tudi oblasti, zato je od nadškofa von Nassauja dobil gosposki naziv. S tem je začel dobivati reden dohodek, pripadalo pa mu je tudi 2180 litrov žganja in 200 litrov vina brez davka na leto. Verjetno se je v tem času preselil nazaj v Mainz, vendar to ni gotovo.
Johannes Gutenberg je umrl leta 1468 in bil pokopan v frančiškanski cerkvi v Mainzu. Cerkev in pokopališče sta bila pozneje uničena, zato se sedaj ne ve, kje je njegov grob.
Leta 1504 ga je profesor Ivo Wittig v svoji knjigi omenil kot izumitelja tiska. Šele leta 1567 se je pojavil prvi njegov portret, najverjetneje imaginarna rekonstrukcija, v knjigi Heinricha Pantaleona o slavnih Nemcih.

## Potrjeni biografski podatki
| 1394–1405 | Gutenberg se v tem času (morebiti šele 1408) rodi kot meščan mesta Mainz. |
| 1420–1428 | V teh letih se zagotovo nahaja v Mainzu. |
| 1430      | Gutenberga odpeljejo iz Mainza. |
| 1434–1444 | Živi v Strasbourgu (v okolici) in vodi različne manufakture, ki se ukvarjajo tudi s tiskom. |
| 1448–1457 | Živi v Mainzu, ustanovi rokodelsko družbo in tiska Sveto pismo. |
| 1455      | Pri notarju Ulrichu Helmaspergerju se overi potrdilo, da je Fust Gutenbergu izročil vsoto 1550 goldinarjev kot posojilo, za katerega mora Gutenberg plačati 600 % obresti. Posojilo mora torej Gutenberg Fustu vrniti z obrestmi (skupaj 2020 goldinarjev). Ker Gutenberg zahteve mogoče ni bil sposoben izpolniti, je moral zavarovanje za posojilo – to je tiskarno in že skoraj dokončana Sveta pisma – izročiti Fustu, ki je Gutenbergovo delo dokončal. |
| 1465      | Adolf II. von Nassau, nadškof Mainza, Gutenbergu z listino, izdano dne 17. januarja, na gradu volilnega kneza v Eltivilleu, podeli naziv dvornika (Hofedelman) in mu da poslati dvorjansko obleko, 2180 litrov žganja in 200 litrov vina. |
| 1468      | Gutenberga pokopljejo v Mainzu. |

## Tiskane knjige
Med letoma 1450 in 1455 je Gutenberg natisnil številna dela, ki so nam ostala neznana; njegovi spisi niso podpisani s strani tiskarja in niti datirani, zaradi tega mu jih lahko pripišemo le na osnovi tipografskih dokazov in zunanjih referenc. Gotovo je tiskal cerkvene dokumente, med katere spadajo eno papeževo pismo in dva odpustka, od katerih je bil eden izdan v Mainzu. Glede na vrednost tiskanja v smislu kvantitete so v več tisoč izvodih natisnili sedem izdaj v dveh različnih stilih. Gutenberg je verjetno natisnil tudi nekatere izvode Ars Minor, to je latinska šolska slovnica, ki jo je napisal Aelius Donatus; izšli naj bi med letoma 1451 in 1455.
Leta 1455 je Gutenberg natisnil veliko kopij Svetega pisma (Biblia Sacra). Na vsakem listu je bilo 42 vrstic. Strani niso bile zvezane in leto nastanka je dokumentirano na hrbtni strani vezanega izvoda v Parizu. Sveto pismo so prodajali za ceno tridesetih florinov, kar je odgovarjalo troletni plači nižjega delavca. Kljub temu je bila tiskana knjiga bistveno cenejša od rokopisa. Zanj je pisec porabil tudi leto dni dela. Potem ko je bilo besedilo natiskano, so vsak izvod ilustrirali ravno tako lepo kot rokopis istega časa.
Obstaja oseminštirideset popolnih izvodov, dva sta v Britanski knjižnici in sta na ogled tudi na spletu. Besedilo ne pozna odstavkov in paragrafov.
Nekaj let po prvi izdaji je bila natisnjena še ena različica Svetega pisma v šestintridesetih vrsticah na vsaki strani in je bila v večini prepisana od prve različice, tako da je veliko ljudi mislilo, da je bila ta sedemsto sedeminšestdeseta izdaja Svetega pisma.

## Metoda
Gutenbergov zgodnji postopek tiskanja s premičnim tiskom in besedila, ki jih je tiskal na ta način, niso znani. Njegove poznejše Biblije so bile natisnjene tako, da so zahtevale velike količine, nekatere ocene kažejo kar na 100000 posameznih delov. Nastavitev vsake strani naj bi trajala pol dneva in ob upoštevanju celotnega dela – nalaganja črk, dodajanja črnila, stiskanja, obešanja listov, distribucije – se domneva, da bi Gutenberg-Fustova delavnica lahko zaposlila kar 25 obrtnikov.
Gutenbergova tehnika izdelave premičnega tipa ostaja nejasna. V naslednjih desetletjih so bakrene matrice z luknjami postale standard v hitro razširjajočih se tiskarskih strojih po Evropi. Še vedno je predmet veliko razprav vprašanje, ali je Gutenberg uporabil to prefinjeno tehniko ali pa nekoliko primitivnejšo različico.
Pri standardnem postopku tiskanja so črke vklesane od zadaj naprej v trdi kovini, matrico pa ustvarja mehkejši bakreni drog. Ta se nato položi v ročni kalup, ki se ga napolni s stopljeno kovino. Ta se izjemno hitro ohladi in se lahko nastali kos odstrani iz kalupa. Matrico je mogoče uporabiti za ustvarjanje več sto ali tisoč enakih vrst, tako da so se isti znaki kjerkoli v knjigi poenotili, kar je sčasoma privedlo do razvoja različnih slogov pisav. Dele se je lahko ponovno uporabilo v katerikoli kombinaciji, zato je proces dobil ime tisk s premičnim tipom.
Izum tipa z luknjačem, matrico in kalupom se je široko pripisoval Gutenbergu, vendar pa nedavni dokazi kažejo, da je bil Gutenbergov postopek nekoliko drugačen. Če bi uporabljal pristop z udarci na matrico, bi morale biti vse njegove črke skoraj enake z majhnimi razlikami zaradi črnila. Kljub temu vrste, uporabljene v najzgodnejšem Gutenbergovem delu, kažejo tudi druge različice.
Leta 2001 sta fizik Blaise Agüera y Arcas in književnik Paul Needham iz Princetona v knjižnici Scheide v Princetonu uporabila digitalne skenirane posnetke papeške bule, da bi primerjala črke iste vrste, ki se pojavljajo v različnih delih tiskanega besedila. Nepravilnosti pri Gutenbergovem tipu, zlasti pri preprostejših znakih, so nakazovali, da različne vrste ne bi mogle izhajati iz razmaza črnila ali obrabe in poškodb kosov kovine na samih vrstah. Čeprav so se nekatere identične vrste očitno uporabile tudi na drugih straneh, so druge različice, ki so bile podvržene podrobni analizi slike, nakazovale, da jih ni bilo mogoče izdelati iz iste matrice. Prav tako se je pod svetlobo razkrilo podstrukture takšnega tipa, ki ne bi mogle izhajati iz tradicionalnih tiskarskih tehnik. Raziskovalca sta postavila hipotezo, da je metoda vključevala tisk preprostih oblik za ustvarjanje abecede v slogu klinopisa na matrico iz nekega mehkega materiala, morda peska. Uporaba tega tipa bi uničila obliko in bi bilo potrebno matrico ustvariti na novo za vsako novo vrsto. To bi lahko razložilo razlike v vrstah in podstrukturah, opažene na natisnjenih slikah.
Iz tega so sklepali, da je bil odločilni dejavnik, ki je privedel do rojstva tipografije, uvedba kalupov za ulivanje za večkratno uporabo, bolj napreden postopek, kot so domnevali prej. Domnevali so, da je bil dodatni korak z ustvarjanjem kalupa, ki ga je bilo mogoče večkrat uporabiti, prvič uveden šele dvajset let pozneje, okoli leta 1470. Nekateri raziskovalci se niso strinjali z vsemi zaključki in so dokaze razlagali na druge načine, resnica pa ostaja negotova.
Zgodovinar Hadrianus Junius iz Nizozemske je v svoji zgodovini leta 1568 trdil, da je osnovna ideja premičnega tipa prišla do Gutenberga od Laurensa Janszoona Costerja preko Fusta, ki se je s Costerjem spoznal okoli leta 1430 in je morda pripeljal nekaj njegove opreme iz Haarlema v Mainz. Zdi se, da je Coster eksperimentiral s kalupi in kovinskimi vrstami, vendar ni dokazov, da je s to tehnologijo sploh kaj tiskal. Bil je namreč izumitelj in zlatar. Kljub temu pa obstaja en posredni dokaz, ki govori v prid Costerju kot izumitelju. Avtor Kölnske kronike iz leta 1499 je namreč citiral prvega tiskarja v Kölnu Ulricha Zella, da se je tisk iznašlo leta 1450 v Mainzu, vendar pa so že prej na Nizozemskem izvajali tiskanje slabše kakovosti. Vendar v tej kroniki Coster ni neposredno omenjen, je pa zato v istem odlomku Gutenberg zapisan kot prvi izumitelj tiska. Prva uradno datirana knjiga nizozemskih tiskarjev je iz leta 1471, Coster pa se danes omenja zgolj v legendah.
Tiskar iz 19. stoletja Fournier Le Jeune je menil, da Gutenberg ni uporabljal odlitka z matrico za večkratno uporabo, ampak lesene vrste, ki so bile izrezljane posamično. Podobno je leta 2004 menil tudi Nash. To ostaja mogoče, vendar nedokazano.

## Zapuščina
Kakšen je danes svet, dober in slab, vse je dolžan Gutenbergu. Vse je mogoče izslediti s tem virom, vendar se mu moramo pokloniti, ... kajti slabo, ki ga je povzročil njegov izjemen izum, je tisočkrat zasenčeno z dobrim, kar je prinesel človeštvu.

Ameriški pisatelj Mark Twain (1835−1910)
Čeprav je bil Gutenberg v svojem življenju finančno neuspešen, so se tehnologije tiskanja hitro širile, novice in knjige pa so začele potovati po Evropi veliko hitreje kot prej. To je pripomoglo k razvoju renesanse in močno olajšalo znanstveno založništvo, zato velja iznajdba tiska za glavni katalizator poznejše znanstvene revolucije.
Središče tiskanja v Evropi se je nato preselilo v Benetke, kjer so vizionarski tiskarji, kot je bil Aldus Manutius, zagotovili široko dostopnost velikega števila grških in latinskih besedil. Tisk s premičnimi vrsticami se je hitro razširil po Italiji, ki je že prej veliko vlagala v produkcijo papirja. Hitra rast italijanskega gospodarstva je olajšala širjenje pismenosti. Krištof Kolumb je imel v lasti geografsko knjigo, ki je bila natisnjena s premičnim tipom in ki jo je kupil njegov oče. Danes se ta knjiga nahaja v enem izmed španskih muzejev. Mainz je dokončno izgubil svojo veljavo v razvoju tiska leta 1462, ko je po opustošenju mesta veliko tiskarjev odšlo v izgnanstvo.
Tisk je tudi pripomogel k hitri in uspešni širitvi reformacije. 95 tez Martina Luthra je bilo natisnjenih v več izvodih. Kasneje je izdal sestavke, ki so opisovali njegovo stališče proti odpustkom (potrdila o odpustkih so bila ena prvih stvari, ki jih je Gutenberg natisnil). Ti sestavki so pripomogli k razvoju časopisa.
V desetletjih po Gutenbergu so mnogi konzervativni pokrovitelji odklanjali poceni tiskane knjige. Bolj zaželene so bile ročno prepisane knjige.
Danes obstaja velik trg antikvariatov za najstarejše tiskane knjige. Knjige, natisnjene pred letom 1500, so znane kot inkunabule.
V Nemčiji so postavljeni številni Gutenbergovi kipi. Najbolj znan je kip Bertela Thorvaldsena iz leta 1837, ki stoji na Gutenbergplatzu v Mainzu. Po Gutenbergu se imenujeta tudi tamkajšnja univerza in muzej o zgodovini zgodnjega tiskanja. Slednji izdaja tudi časopis Gutenberg-Jahrbuch.
Na Gutenberga spominjata tudi najstarejša digitalna knjižnica Projekt Gutenberg in vsakoletna prireditev v Mainzu Johannisnacht, ki se v Gutenbergovem rojstnem kraju odvija od leta 1968.
Leta 1952 je Poštna služba Združenih držav Amerike izdala posebne znamke ob 500-letnici Gutenbergove iznajdbe tiska.
Leta 1961 je kanadski filozof in učenjak Marshall McLuhan izdal pionirsko študijo na področju tiska, kulturnih študij in medijske ekologije, ki jo je naslovil The Gutenberg Galaxy: The Making of Typographic Man.
Gutenberg ostaja eden najbolj vplivnih ljudi v človeški zgodovini in ena najbolj priljubljenih osebnosti. V knjigi, kjer so zgodovinarji predstavili 100 najvplivnejših oseb v zgodovini, je bil uvrščen na 8. mesto, pred Krištofa Kolumba. Leta 1999 ga je mreža A&E v svojem odštevanju Biografije tisočletja uvrstila na prvo mesto med najbolj vplivnimi osebami v drugem tisočletju. Leta 1997 je revija Time-Life izbrala Gutenbergov izum za najpomembnejši izum drugega tisočletja.
V vesolju je po njem imenovan asteroid 777 Gutenberg.
Na Gutenbergovi življenjski zgodbi temeljita tudi dve operi, in sicer G, Being the Confession and Last Testament of Johannes Gensfleisch, also known as Gutenberg, Master Printer, formerly of Strasbourg and Mainz iz leta 2001 z glasbo Gavina Bryarsa in La Nuit de Gutenberg z glasbo Philippeja Manouryja, ki je bila premierno predstavljena leta 2011 v Strasbourgu.
Leta 2018 je WordPress, odprtokodna CMS platforma, imenovala svoj novi sistem za urejanje v Gutenbergovo čast.
14. aprila 2021 se ga je v svojem logotipu spomnil tudi Google.